# Retrat del fill de l'artista
Retrat del fill de l'artista (Portrait du fils de l'artiste) és un oli sobre tela de 35 × 38 cm pintat per Paul Cézanne vers l'any 1880 i dipositat al Museu de l'Orangerie de París.

## Context històric i artístic
Paul Cézanne fill va néixer el 4 de gener del 1872 a París. Si bé durant molt temps va amagar a la seua família l'existència d'aquest fill il·legítim, Cézanne sentia una profunda estimació per ell i, fins i tot, es meravellava quan el vailet perforava les seues teles al lloc exacte on havia pintat finestres i xemeneies... Cézanne va deixar del jove Paul un nombre considerable de dibuixos i diversos retrats a l'oli.
L'edat aparent del model permet igualment de situar aquest retrat cap al 1880. Però consideracions estilístiques -la nitidesa del dibuix i la delicadesa de la pinzellada- podrien fer pensar en una execució més tardana, que l'acostaria a una sèrie de paisatges de factura semblant, pintats a la Provença sobre el 1883-1884.

## Descripció
En aquest retrat (un dels més ambiciosos i consumats dels que va fer al seu fill), el noi sembla estar assegut sobre el braç d'una butaca, el respatller de la qual es veu a la dreta. Característica de les investigacions de l'artista al voltant del 1880, aquesta composició tendeix a les formes simplificades (la qual cosa recorda l'obra de Gauguin)i a reunir els diferents elements en un mateix pla tal com queda palès en l'enquadrament estret que retalla el model i la butaca com si fos una fotografia.
La composició es basa en un joc de corbes: les de la butaca i les espatlles, la cara i els cabells del marrec. Hi ha un fort contrast entre la butaca, la roba del nen i el fons del quadre.